# Euryarchaeota
Euryarchaeota är namnet på både ett rike och fylum av arkéer.